# Mesosemia menoetes
Espèce

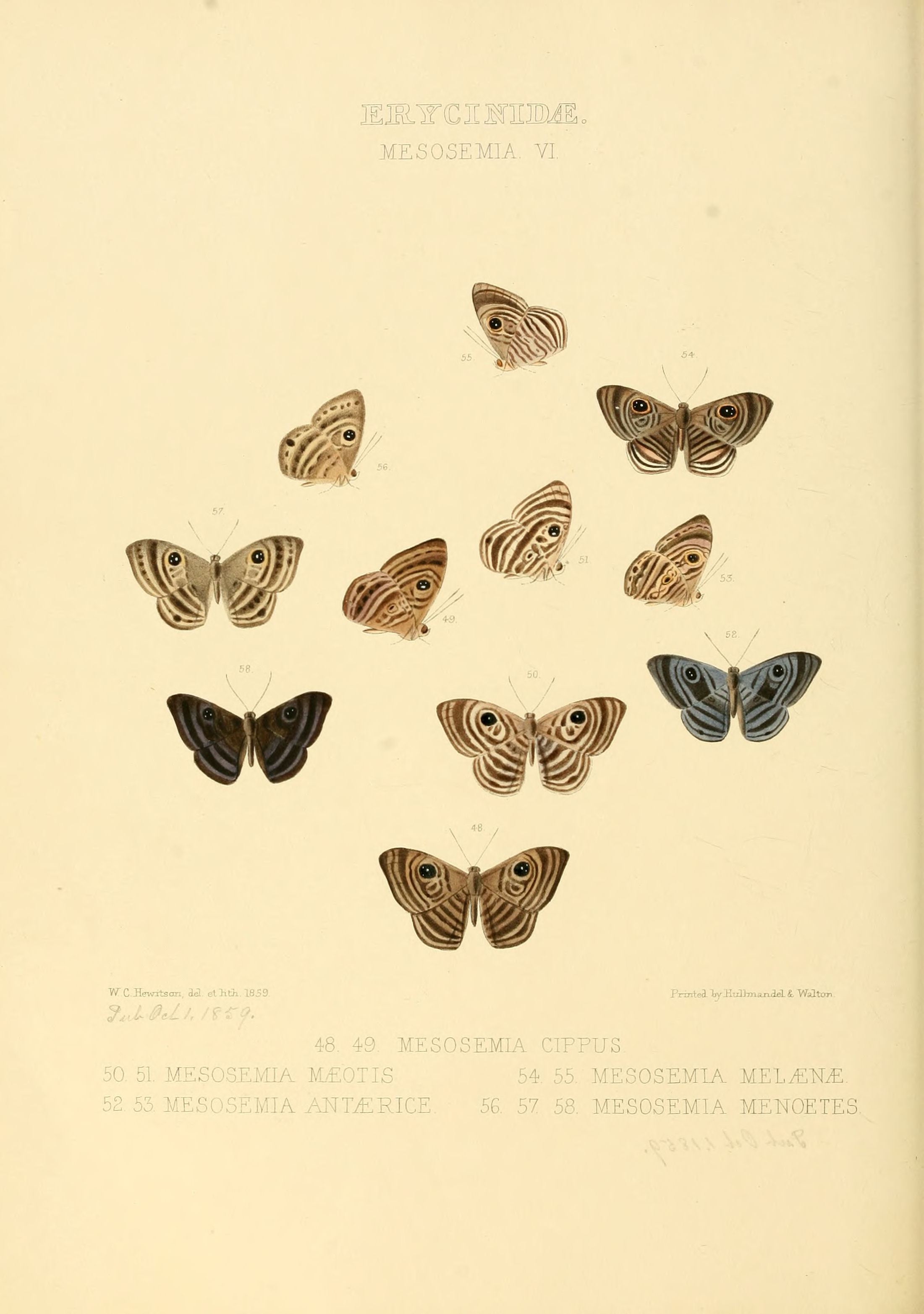
Illustration de différent Mesosemia

Mesosemia menoetes est une espèce d'insectes lépidoptères (papillons) appartenant à la famille des Riodinidae et au genre Mesosemia.

## Dénomination
Mesosemia menoetes a été décrit par William Chapman Hewitson en 1859

### Sous-espèces
- Mesosemia menoetes menoetes, présent au Brésil.
- Mesosemia menoetes mennoniaStichel, 1909; présent au Pérou et au Brésil.
- Mesosemia menoetes paetula Stichel, 1915; présent en Bolivie.
- Mesosemia menoetes pulverulenta Brévignon, 1997; présent en Guyane[1].

## Écologie et distribution
Mesosemia melaene est présent en Guyane,  en Bolivie, au Pérou et au Brésil.